# 山田道美
山田 道美（やまだ みちよし、1933年12月11日 - 1970年6月18日）は、愛知県名古屋市出身の将棋棋士。金子金五郎九段門下。

## 棋歴
名古屋在住の新制中学の3年生の時、本格的に将棋を始めて、板谷四郎に二枚落ちで対局して敗れる。1949年、高校生時代、金子金五郎が愛知県知多郡旭村（長浦）に在住していた時に内弟子となり、半年ほど同居してから1950年に上京して高校を中退。東京では京須行男の道場に通い、また亰須につきそわれて同1950年に奨励会に入った。暮れには物売のアルバイトをしている。
1951年に四段に昇段。1952年に順位戦に初参加し開幕2連勝を飾るも、一年間の病気休場を余儀なくされる。翌年以降、昇級を重ねるが、山田はB級2組順位戦で、前期のB級1組の降級が3名だったため、順位で頭跳ねを食らうなど、3年連続で次点となって昇級を逃した。1957年度のB級2組の順位戦でも8勝4敗の好成績を挙げて昇級争いに加わっていたが、最終戦の北村秀治郎七段戦に勝てば、B級1組への昇級と七段昇段のはずが勝利寸前のところでトン死を喫して敗れる。これに勝ってライバルと同成績ならば順位上位の山田が昇級できたのであるが、結局9勝4敗の北村昌男六段と下平幸男六段が昇級。
1960年にはB級1組に昇級するが、5勝7敗の成績ながら初の降級を喫する。しかし、翌期すぐB級1組へ復帰。1964年にはA級に昇級し、第一線で活躍するようになる。
1964年初参加のA級順位戦で優勝し、挑戦権を得る。A級初参加で挑戦権を得たのは史上初である。こうして第24期名人戦（1965年）で大山康晴に挑戦したが1-4で敗退。再度大山に挑んだ第15期王将戦でもフルセットの末に敗れる。
3度目の挑戦となった1967年第10期棋聖戦で大山を下し、初タイトルを獲得。半年後の第11期棋聖戦で、中原誠の挑戦を退けて防衛。しかし、翌期、連続挑戦してきた中原に棋聖位を奪われる。
1970年6月6日の第16期棋聖戦・挑戦者決定戦で大山康晴に敗れたのが、公式戦における生涯最期の対局となり、12日後の6月18日に特発性血小板減少性紫斑病により36歳で急死した。順位戦A級在籍中であったほか、十段戦と王位戦でも挑戦者決定リーグで戦っていた最中だった。現役A級で死去した棋士としては他に大山、村山聖がいる。

## 人物
- 山田の四段昇段決定時、師匠の金子は「（以下原文ママ）私から棋士になれと進めたのは山田君が始めてなんです。あの子は勝気でして、将棋にとても気合いがありましてね。これなら大丈夫と思ったんですよ」と目を細くして記者らに弟子・山田の自慢話をしたという[9]。
- 山田の現役時代は、大山康晴十五世名人の全盛期と重なっていた。打倒大山の担い手として二上達也、加藤一二三と共に期待されていたが、道半ばで急逝した。大山との対戦成績は山田の10勝19敗であった。
- 奨励会時代から研究・長考派で、当時は規定上は一日何局でも指せたが、必ず一日一局しか指さなかった。
- 当時では数少ない研究派で、対振り飛車急戦の山田定跡等で知られる。将棋連盟の近くに一室借りてデータベース作りをしており、戦型別の勝敗などを分析していた[10]。雑誌『近代将棋』に連載を持ち、当時としては珍しく研究成果を戦法講座として発表していた。
- 山田の師匠の金子九段が現役時代、序盤作戦に精通して「序盤の金子」と謳われたこともあり、その影響を受けて序盤の研究に打ち込むが、仲間の棋士たちの山田への評価は、形にとらわれたひ弱な将棋と低く、実際に山田は中終盤の戦いで非力なところがみられた[11]。
- お酒も飲まず、賭け事も一切しなかった。また無頼な面があった当時の将棋棋士に比べると山田は高潔の士であり、赤線等に遊びに行くことになると、山田は軽蔑の眼差しを向け「堕落してる」と吐きすてるほどであった[12]。求道者として共通点があった加藤一二三との交友が知られる[12]。加藤は敬虔なカトリック信徒として有名であり、また矢倉戦法や居飛車舟囲い急戦として伝わる戦術は、この二人と中原誠の開発したものが多い。
- 関根茂、宮坂幸雄、富沢幹雄と振り飛車撃破を命題とする実戦中心の研究会を作った他、奨励会の若手たちと山田教室と呼ばれるグループを作り、後に盛んとなる研究会の基を築いた。弟子は持たなかったが、多くの奨励会員に大きな影響を与えた。山田たちの研究会は否定的な見方もされていたが、成果が公式戦で次第に表われてくることになる[11][13]。
  - 当時山田の研究会に参加していた若手棋士や奨励会員に中原誠、青野照市、田丸昇、菊地常夫、沼春雄らがいる。
  - 山田らの研究会とは別に、北村昌男や芹沢博文らのグループがあったが[14]お互い特に仲が良くなく、会っても眼をそらせるほどであった[12]
- 将棋関係の著作や随筆も多く、またクラシック音楽や文学（若い頃は島崎藤村に[15]、その後はヨハン・ヴォルフガング・フォン・ゲーテやヘルマン・ヘッセなどドイツ文学が好みで、よくドイツ語の原書で読んでいた）を好んだ。夫人とは、名曲喫茶で知り合ったという[16]。遺児に息子が二人おり、山田とゆかりある人々が寄稿した遺稿集「将棋精華」の売上は、息子たちの育英資金として寄贈された。そしてアルベルト・シュヴァイツァーにも傾倒[17][18]。
- 大山康晴に対しては、常に闘志をむき出しにして挑んだ[13]。対局者は往復の旅行を一緒にするのを恒例としていたが、山田は「対局の朝、東西から名乗りあって勝負するのが当然」と、同行はおろか前夜の宿も別にしたほか、山田は自分が挑戦するタイトル棋戦主催の記者に対して「大山の田舎将棋に負けない」と言ったこともある[10]。また、山田は読みに集中すると、姿勢がどんどん前のめりになっていく癖があったが、ある対局のとき大山が「（影になって盤面が）暗いから頭を引っ込めてくれないか」と一喝したところ、当時すでに頭髪がすっかり薄くなっていた大山に向かって、すかさず「まぶしくてかなわん。頭巾をかぶってくれないか」と言い返したというエピソードがある。また山田は、休憩時にも盤を眺めて持ち時間を稼ぐので、大山は仕返しの意味で対局の記録係に新聞紙で覆っておけと指示した[15]。
- 第15期王将戦は4局終わって山田の3勝1敗となっており、当時ほとんどの人が山田のタイトル奪取を予想したが、このときに師匠の金子金五郎九段に手紙で「勝つな」とさとされている。これは勝利を目前にした弟子の浮つきがちな気持ちを制する意味があった[10]。
- 大山から棋聖位を奪取した半年後、当時五段で山田教室の教え子である中原誠が挑戦者として登場し、その防衛戦で苦しむと「追われる立場は辛いですね。それをずっと続けている大山さんは偉い」と語る。大山とは絶局となる1970年6月6日に棋聖戦挑戦者決定戦で対戦、両者は夕食休憩で、将棋界の将来を語り合ったという[13]。
- 山口瞳がプロ10人を相手に飛車落ちで挑戦した自戦記「血涙十番勝負」（ただし蛸島彰子（当時奨励会初段）と対戦した第三戦だけは平手であった）に描かれたエピソードによれば、山口の第二戦の相手となることが決まった山田は、しばらく駒落ち将棋を指していなかったことから、駒落ち将棋の経験が豊富なプロ棋士仲間に頼んで駒落ち将棋の研究を事前に行ったという。山田自身が将棋雑誌に寄稿した自戦記で、そうした理由を「要するに負けたくないのである」と記している[要文献特定詳細情報]。
- 六段当時の迷いを語っているエッセイ・山田道美「正しき道」で、「だが、私がどんなに対局中に一生懸命指しても、その後にはやはり恐ろしい空虚がきた。そして、苦悶の末作った棋譜は、観戦記というありあわせのボロを着せられ、死骸のように新聞に載って、捨てられた」[19][20]と、棋譜と観戦記について語る。
- 『3月のライオン』のスピンオフ作品である『3月のライオン昭和異聞 灼熱の時代』に登場する美崎智彦八段は山田がモデル。美崎が用いる美崎定跡はそのまま山田定跡である。

## 昇段履歴
- 1949年00月00日 : 入門
- 1951年00月00日 : 四段
- 1954年04月01日 : 五段（順位戦C級1組昇級）
- 1955年04月01日 : 六段（順位戦B級2組昇級）
- 1959年04月01日 : 七段（順位戦B級1組昇級）
- 1964年04月01日 : 八段（順位戦A級昇級）
- 1970年06月18日 : 現役死去（順位戦A級在籍のまま）
- 1970年0618同日 : 九段（追贈）

## 主な成績
- 順位戦A級 通算・連続6期（7期目に現役A級のまま死去）

### 獲得タイトル
- 棋聖 2期（第10期＝1967年度前期 - 第11期）

タイトル獲得 2期
タイトル戦登場
- 名人戦 1回（第24期＝1965年度）
- 王将戦 1回（第15期＝1965年度）
- 棋聖戦 4回（第10期＝1967年度前期 - 第12期、第14期）

登場回数 合計6回（獲得2期）

### 一般棋戦優勝
- B級選抜トーナメント 1回（第6回（1958年度））
- 最強者決定戦 3回（第5回（1965年度）、第7回、第8回）
- 高松宮賞争奪戦 1回（第10回（1965年度））
- 王座戦 1回（第15回（1967年度））
- 六社棋戦(日本将棋連盟杯争奪戦) 1回（第1回（1968年度））
- その他優勝 2回（東西対抗勝継戦 第12回（1962年度）、第16回）

優勝合計 9回

### 在籍クラス
| 開始 年度 | (出典)順位戦出典 | (出典)順位戦出典 | (出典)順位戦出典 | (出典)順位戦出典 | (出典)順位戦出典 | (出典)順位戦出典 | (出典)順位戦出典 | (出典)順位戦出典 |
| 開始 年度 | 期               | 名人             | A級              | B級              | B級              | C級              | C級              | 0                |
| 開始 年度 | 期               | 名人             | A級              | 1組              | 2組              | 1組              | 2組              | 0                |
| --- | ---------------- | ---------------- | ---------------- | ---------------- | ---------------- | ---------------- | ---------------- | ---------------- |
| 1952 | 7                |                  |                  |                  |                  |                  | C208             |                  |
| 1953 | 8                |                  |                  |                  |                  |                  | C211             |                  |
| 1954 | 9                |                  |                  |                  |                  | C111             |                  |                  |
| 1955 | 10               |                  |                  |                  | B214             |                  |                  |                  |
| 1956 | 11               |                  |                  |                  | B202             |                  |                  |                  |
| 1957 | 12               |                  |                  |                  | B204             |                  |                  |                  |
| 1958 | 13               |                  |                  |                  | B205             |                  |                  |                  |
| 1959 | 14               |                  |                  | B112             |                  |                  |                  |                  |
| 1960 | 15               |                  |                  |                  | B201             |                  |                  |                  |
| 1961 | 16               |                  |                  | B112             |                  |                  |                  |                  |
| 1962 | 17               |                  |                  | B106             |                  |                  |                  |                  |
| 1963 | 18               |                  |                  | B110             |                  |                  |                  |                  |
| 1964 | 19               |                  | A10              |                  |                  |                  |                  |                  |
| 1965 | 20               |                  | A 01             |                  |                  |                  |                  |                  |
| 1966 | 21               |                  | A 02             |                  |                  |                  |                  |                  |
| 1967 | 22               |                  | A 03             |                  |                  |                  |                  |                  |
| 1968 | 23               |                  | A 02             |                  |                  |                  |                  |                  |
| 1969 | 24               |                  | A 03             |                  |                  |                  |                  |                  |
| 順位戦の 枠表記 は挑戦者。 右欄の数字は勝-敗(番勝負/PO含まず)。 順位戦の右数字はクラス内順位 ( x当期降級点 / *累積降級点 / +降級点消去 ) |                  |                  |                  |                  |                  |                  |                  |                  |

## 著書
- 新しい振飛車戦法 (1961年 将棋上達シリーズ 金園社)
- 現代将棋の急所 (1969年7月、文藝春秋　／　1990年7月 日本将棋連盟)

- 山田道美将棋著作集 第1巻 - 第8巻 (山田道美 著、中原誠 編 1980年 - 1981年 大修館書店)
  - 1巻 近代戦法の実戦研究 1
  - 2巻 近代戦法の実戦研究 2
  - 3巻 近代戦法の実戦研究 3
  - 4巻 自戦記
  - 5巻 プロの目とアマの考え
  - 6巻 初心ノート
  - 7巻 日記
  - 8巻 随筆 評論 詰将棋

## 関連書籍
- 遺稿集「将棋精華 九段山田道美手合」(山田交友研究グループ 1970年)
- 熱血の棋士 山田道美伝 （田丸昇 著, 中原誠 推　2012年 マイナビ)
- 熱血棋士 山田道美 (「将棋世界」2005年6月号付録。田丸昇)
- 戦後人物誌 (三好徹 1986年 文春文庫)